# Chepigana (dystrykt)
Chepigana – dystrykt prowincji Darién w Panamie. Jego stolicą jest La Palma.
Dystrykt został utworzony w 1896 roku. W 2019 roku z obszaru dystryktu został wyłączony nowy dystrykt Santa Fe. Jednak statystyki publikowane przez panamski INEC (Instituto Nacional de Estadística y Censo) nie uwzględniają nowego podziału. Według nich (a więc bazując na danych sprzed podziału) Chepigana ma 6995,9 km² powierzchni, a szacowana populacja wynosi 31 358 osób (2020).

## Podział administracyjny
Chepigana jest podzielona na 10 corregimiento:
- La Palma
- Camoganti
- Chepigana
- Garachiné
- Jaqué
- Puerto Piña
- Sambú
- Setegantí
- Taimatí
- Tucutí